# Edmonds-algoritmus
A gráfelméletben az Edmonds-algoritmus vagy Chu–Liu/Edmonds-algoritmus egy olyan algoritmus, amely a minimális feszítőfa megtalálására szolgál (ezt néha optimális elágazásnak nevezik). A feszítőfa olyan irányított fa, amelyben van egy speciális, gyökérnek nevezett pont, amelyből minden pontba vezet irányított út.
Ez a minimális feszítőfa probléma irányított analógja. Az algoritmust először Yoeng-Jin Chu és Tseng-Hong Liu (1965), majd Jack Edmonds (1967) javasolta.

## Algoritmus
Az algoritmus bemenetként irányított gráfot kap  {\displaystyle D=\langle V,E\rangle } ahol {\displaystyle V} a csúcsok halmaza és {\displaystyle E} a irányított élek halmaza, megkülönböztetett csúcs {\displaystyle r\in V} amelyet gyökérnek hívnak, és egy valós értékű súlyt (költséget) {\displaystyle w(e)} minden élre {\displaystyle e\in E}. Visszaad egy feszítőfát {\displaystyle A}-t mely  {\displaystyle r} gyökerű, minimális súlyú (költségű), ahol a fenyő súlya (költsége) a fenyőt meghatározó élek súlyának összege {\displaystyle w(A)=\sum _{e\in A}{w(e)}}. 
Az algoritmus rekurzív. Legyen {\displaystyle f(D,r,w)} az a függvény, mely egy {\displaystyle r} gyökerű, minimális súlyú (költségű) feszítőfát ad vissza. Először távolítsunk el minden élt {\displaystyle E}-ből ami {\displaystyle r}-be mutat. A párhuzamos éleket (ugyanazon irányú csúcspárok közötti élek ugyanabba az irányba) kicserélhetjük egyetlen élre is, amelynek súlya (költsége) megegyezik a párhuzamos élek súlyának minimumával. 
Ezután a {\displaystyle v} a gyökéren kívüli csúcsokhoz keressük meg a legkisebb súlyú (költségű) beérkező élt {\displaystyle v} (több lehetőségnél bármelyiket). Legyen ennek a élnek a forrásának jele {\displaystyle \pi (v)}. Ha az élek halmaza {\displaystyle P=\{(\pi (v),v)\mid v\in V\setminus \{r\}\}} nem tartalmaz kört, akkor {\displaystyle f(D,r,w)=P}. 
Másképpen fogalmazva, {\displaystyle P} legalább egy kört tartalmaz. Tetszőlegesen válasszunk egyet a körök közül és hívja meg {\displaystyle C}-re. Most meghatározunk egy új súlyozott irányított gráfot {\displaystyle D^{\prime }=\langle V^{\prime },E^{\prime }\rangle } amelyben a kör {\displaystyle C} "csúcsra" van kötve, a következők szerint: 
A  {\displaystyle V^{\prime }}-ben lévő csúcsok nem {\displaystyle C}-ben lévő csúcsai  {\displaystyle V}-nek, és egy új csomópont jelölje {\displaystyle v_{C}}. 
- Ha {\displaystyle (u,v)} egy él a {\displaystyle E}-ben úgy hogy {\displaystyle u\notin C} és {\displaystyle v\in C} (a ciklusban lévő él), és  {\displaystyle E^{\prime }}-ben  új él {\displaystyle e=(u,v_{C})}, akkor {\displaystyle w^{\prime }(e)=w(u,v)-w(\pi (v),v)}.
- Ha {\displaystyle (u,v)} egy él a {\displaystyle E}-ben úgy hogy  {\displaystyle u\in C} és {\displaystyle v\notin C} (a cikluson kívül eső él), és  {\displaystyle E^{\prime }}-ben  új él {\displaystyle e=(v_{C},v)}, akkor {\displaystyle w^{\prime }(e)=w(u,v)}.
- Ha {\displaystyle (u,v)} egy él a {\displaystyle E}-ben úgy hogy  {\displaystyle u\notin C} és {\displaystyle v\notin C} (a cikluson kívül eső él), és {\displaystyle E^{\prime }}-ben  új él {\displaystyle e=(u,v)}, akkor {\displaystyle w^{\prime }(e)=w(u,v)}.

{\displaystyle E^{\prime }}-ben minden élről tudjuk hogy melyik élnek felel meg {\displaystyle E}-ben. 
Ezután keressük meg {\displaystyle D^{\prime }}-nek minimális feszítőfáját {\displaystyle A^{\prime }}-t sz  {\displaystyle f(D^{\prime },r,w^{\prime })} hívásával. Mivel {\displaystyle A^{\prime }} egy feszítőfa, minden csúcsnak pontosan egy bejövő éle van. Legyen{\displaystyle (u,v_{C})} legyen az egyedi bejövő él {\displaystyle v_{C}} {\displaystyle A^{\prime }}-be. Ez az él egy élnek felel meg {\displaystyle (u,v)\in E}  é s{\displaystyle v\in C}. Távolítsuk el az élt {\displaystyle (\pi (v),v)} {\displaystyle C}-től, megszakítva a kört. Jelöljük be az összes fennmaradó élt {\displaystyle C}-ben. {\displaystyle A^{\prime }} minden éle megfelel egy  {\displaystyle E}-beli élnek. Határozzuk meg {\displaystyle f(D,r,w)} a megjelölt élek halmazát, amelyek minimális feszítőfát képeznek. 
Vegyük figyelembe hogy  {\displaystyle f(D,r,w)} meghatározása az alábbiak szerint történik: {\displaystyle f(D^{\prime },r,w^{\prime })},  {\displaystyle D^{\prime }} szigorúan kevesebb csúccsal rendelkezik, mint {\displaystyle D}. {\displaystyle f(D,r,w)} értéke egy csúcsú gráfra triviális (éppen ez {\displaystyle D} maga), tehát biztosan véget ér a rekurzív algoritmus. 

## Futási idő
Ennek az algoritmusnak a futási ideje: {\displaystyle O(EV)}. Az algoritmus gyorsabb változata Robert Tarjan implementációja  {\displaystyle O(E\log V)} futási idővel rendelkezik ritka gráfokra és {\displaystyle O(V^{2})} sűrű gráfokra. Ez olyan gyors, mint Prim algoritmusa egy irányítatlan minimális feszítőfára. Gabow, Galil, Spencer, Compton és Tarjan 1986-ban kidolgoztak egy gyorsabb {\displaystyle O(E+V\log V)} idejű algoritmust. 

## Fordítás
Ez a szócikk részben vagy egészben  az   Edmonds' algorithm című angol Wikipédia-szócikk ezen változatának fordításán alapul.  Az eredeti cikk szerkesztőit annak laptörténete sorolja fel. Ez a jelzés csupán a megfogalmazás eredetét és a szerzői jogokat jelzi, nem szolgál a cikkben szereplő információk forrásmegjelöléseként.